# Leila Hyams

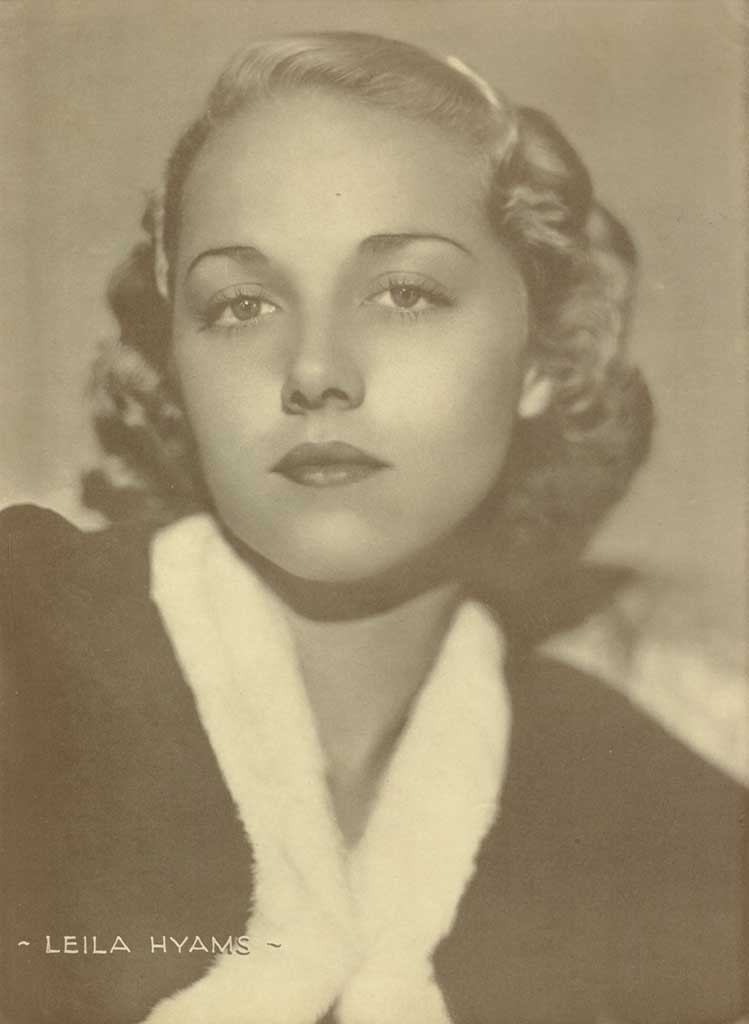
Leila Hyams.

Leila Hyams, född 1 maj 1905 i New York, död 4 december 1977 i Bel Air, Kalifornien, var en amerikansk skådespelare. Från 1924 till 1936 medverkade hon i över 50 Hollywoodfilmer.

## Filmografi, urval
- 1929 – Busters vilda fru
- 1930 – Flickan sa nej
- 1931 – Fången på slottet Reichendorf
- 1931 – Parispolisens överman
- 1932 – Den rödhåriga kvinnan
- 1932 – Freaks
- 1935 – Det var livat i Paris